# Ferruccio Ferro
Ferruccio Ferro (* 14. März 1952 in Masera; † 5. Dezember 2021 in Schiavonea) ist ein ehemaliger italienischer Radrennfahrer und nationaler Meister im Radsport.

## Sportliche Laufbahn
Ferro war Bahnradsportler. Bei den UCI-Bahn-Weltmeisterschaften 1974 gewann er die Silbermedaille im 1000-Meter-Zeitfahren hinter Eduard Rapp. Von 1973 bis 1975 gewann er jeweils die nationale Meisterschaft im 1000-Meter-Zeitfahren.
1975 wurde er Sieger im Zeitfahren bei den Mittelmeerspielen.

## Berufliches
Nach seiner aktiven Karriere war er Sportdirektor in verschiedenen italienischen Amateurteams.